# Concejo Municipal de San José
El Concejo Municipal de San José es el órgano deliberativo y máxima autoridad del cantón central de San José, que alberga a la ciudad homónima, capital de la República de Costa Rica y cabecera de la Provincia de San José. Está conformado por once regidores propietarios con voz y voto; y sus respectivos suplentes solo con voz salvo cuando sustituyan a un propietario de su mismo partido. A él también asisten con voz pero sin voto el alcalde y los síndicos propietarios y suplentes de los once distritos del cantón. Los principales partidos políticos del país están representados en el Concejo y su distribución suele ser similar a la que tienen los mismos partidos en el Congreso.

## Historia
San José no fue considerada como una ciudad o villa de españoles y en consecuencia sus pobladores adolecieron durante largo tiempo de la facultad de contar con un cabildo o ayuntamiento reconocido. Al entrar en vigencia la Constitución de Cádiz en 1812 San José y Heredia pudieron contar por primera vez con ayuntamiento gracias a las gestiones del diputado costarricense en las Cortes Españolas Florencio del Castillo. Acuerdo que fue anulado en 1814 por el rey Fernando VII de España al derogar todos los acuerdos de las Cortes. El gobierno municipal fue restablecido en 1820, al volver a instaurarse el régimen constitucional. 
En las elecciones de medio período de 1934 participó por primera vez el recién fundado Partido Comunista Costarricense obteniendo dos regidores propietarios y sus suplentes.
Dadas sus características el Concejo Municipal de San José se ha convertido en una «escuela» política, ya que distintos ediles josfeinos han tenido luego relevancia en la política nacional como Alberto Salom y Johnny Araya. Además, el actual alcalde de San José, Diego Miranda Méndez fue regidor del Concejo Municipal entre 2026 y 2024.

## Conformación del Concejo Municipal
| Partido | Partido                             | Regidores propietarios                                                                                   | Regidores suplentes                                                                                  |
| ------- | ----------------------------------- | --- | --- |
|         | Partido Juntos San José             | 1. Mariana de los Ángeles Zúñiga Pérez 2. Rafael Ángel González Ovares 3. María Bernardita Fallas Vargas | 1. María Andrea Rudin Montes de Oca 2. Gregory Manuel Garro Jiménez 3. Isabel Rosemary Mesén Salazar |
|         | Partido Liberación Nacional         | 1. Ulises Alexander Cano Castro 2. Iztarú Alfaro Guerrero 3. Rolando Luis Murillo Cruz                   | 1. Rafael Ángel Ramírez Badilla 2. Olga Dinia Pérez Bonilla 3. Carlos Estefano Castillo Arias        |
|         | Partido Unidad Social Cristiana     | 1. Álvaro Salas Carvajal                                                                                 | 1. Alexander Vega Garro                                                                              |
|         | Partido Frente Amplio               | 1. Brandon Steven Guadamuz Villalobos                                                                    | 1. David Contreras Mora                                                                              |
|         | Partido Progreso Social Democrático | 1. Yorleny Karina Córdoba Moya                                                                           | 1. Jazmín del Carmen Pineda León                                                                     |
|         | Partido Más San José                | 1. Juan Diego Gómez González                                                                             | 1. Greivin Chaves Quesada                                                                            |
|         | Partido Liberal Progresista         | 1. José Manuel Jiménez Gómez                                                                             | 1. Marco Tulio Ramírez Chan                                                                          |